# Diocese de Guadix
A Diocese de Guadix (em latim: Dioecesis Guadicensis) é uma diocese da Igreja Católica localizada no município de Guadix , na província de Granada, comunidade autónoma de Andaluzia. É pertencente a Arquidiocese de Granada na Espanha. Foi fundada no Século I como Diocese de Guadix-Baza e conta com uma população católica de 95.600 habitantes, sendo 97,9% da população total, possui 49 paróquias com dados de 2022.

## História
A Diocese de Guadix-Baza foi fundada na Século I. Em 1851 a diocese tem seu nome alterado para Diocese de Guadix. Em 1954 a diocese ganha parte do território da Arquidiocese de Toledo. Em 1957 a Diocese de Diocese de Guadix juntamente com a Diocese de Cartagena e a Arquidiocese de Granada perdem território para a Diocese de Almeria.

## Lista de bispos
Não se tem registros de bispos da diocese antes de 1401, mesmo sendo fundada no Século I.
|                    | Nome                                | Período          | Notas                                                  |
| bispos de Guadix   | bispos de Guadix                    | bispos de Guadix | bispos de Guadix                                       |
| ------------------ | ----------------------------------- | ---------------- | ------------------------------------------------------ |
| 16.º               | Francisco Jesús Orozco Mengíbar     | 2018 - atual     |                                                        |
| 15.º               | Ginés Ramón García Beltrán          | 2009 - 2018      | Nomeado bispo de Getafe                                |
| 14.º               | Juan García-Santacruz Ortiz         | 1992 - 2009      |                                                        |
| 13.º               | Ignacio Noguer Carmona              | 1976 - 1990      | Nomeado bispo coadjutor de Huelva                      |
| 12.º               | Antonio Dorado Soto                 | 1970 - 1973      | Nomeado bispo de Cádis e Ceuta                         |
| 11.º               | Gabino Díaz Merchán                 | 1965 - 1969      | Nomeado arcebispo de Oviedo                            |
| 10.º               | Rafael Alvarez Lara                 | 1943 -1965       | Nomeado bispo de Mallorca                              |
|                    | Agustín Parrado García              | 1939 -1942       | Administrador apostólico enquanto arcebispo de Granada |
| 9.º                | Manuel Medina y Olmos               | 1928 - 1936      |                                                        |
| 8.º                | Ángel Marquina y Corrales           | 1922 - 1928      | Faleceu no cargo                                       |
| 7.º                | Timoteo Hernández y Mulas           | 1907 - 1921      | Faleceu no cargo                                       |
| 6.º                | Maximiliano Fernández del Rincón    | 1894 - 1907      | Faleceu no cargo                                       |
| 5.º                | Vicente Pontes y Cantelar, O.S.A.   | 1875 - 1893      | Faleceu no cargo                                       |
| 4.º                | Mariano Brezmes y Arredondo         | 1866 -1875       | Nomeado bispo de Astorga                               |
| 3.º                | Antonio Rafael Domínguez            | 1857 - 1865      | Faleceu no cargo                                       |
| 2.º                | Mariano Martínez Robledo            | 1854 - 1855      | Faleceu no cargo                                       |
| 1.º                | Juan José Arbolí y Acaso            | 1852 -1853       | Nomeado bispo de Cádis                                 |
| Bispos Guadix-Baza |                                     |                  |                                                        |
| 43.º               | Antonio Lao y Cuevas                | 1850 - 1850      | Faleceu no cargo                                       |
|                    | Francisco Javier de Cienfuegos      | 1840 - 1847      | Administrador apostólico enquanto arcebispo de Sevilha |
| 42.º               | José Uraga Pérez                    | 1828 - 1840      | Faleceu no cargo                                       |
| 41.º               | Juan José Cordón Leyva              | 1824 - 1827      | Faleceu no cargo                                       |
| 40.º               | Marcos Cabello y López, O.S.A.      | 1804 - 1819      | Faleceu no cargo                                       |
| 39.º               | Raimundo Melchor Gómez, O. de M.    | 1797 - 1803      | Faleceu no cargo                                       |
| 38.º               | Bernardo Lorca Quiñones, O.S.H.     | 1773 - 1793      | Faleceu no cargo                                       |
| 37.º               | Francisco Alejandro Jivaja          | 1757 - 1773      | Nomeado arcebispo de Santiago de Compostela            |
| 36.º               | Michel Valejo Berlanga, O.SS.T.     | 1750 - 1757      | Faleceu no cargo                                       |
| 35.º               | Andrés Licht Barrera                | 1745 - 1750      |                                                        |
| 34.º               | Francisco Salgado Quirago           | 1734 - 1744      | Faleceu no cargo                                       |
| 33.º               | Felipe de los Tueros Huerta         | 1721 - 1734      | Nomeado arcebispo de Granada                           |
| 32.º               | Juan Montalbán Gómez , O.P.         | 1706 - 1720      |                                                        |
| 31.º               | John Feyjóo de Villalobos , O.Carm. | 1702 - 1706      | Faleceu no cargo                                       |
| 30.º               | Pedro de Palacios y Tenorio , O.P.  | 1693 - 1700      |                                                        |
| 29.º               | Juan de Villacé y Vozmediano        | 1688 - 1693      | Nomeado bispo de Plasencia                             |
| 28.º               | Clemente Alvarez López , O.P.       | 1675 - 1688      | Faleceu no cargo                                       |
| 27.º               | Diego de Silva y Pacheco, O.S.B.    | 1668 - 1675      | Nomeado bispo de Astorga                               |
| 26.º               | José de Láyñez, O.S.A.              | 1653 - 1667      |                                                        |
| 25.º               | Diego Serrano Sotomayor, O. de M.   | 1652 - 1652      | Faleceu no cargo                                       |
| 24.º               | Bernardino de Arriaga, O.S.A.       | 1648 - 1651      | Faleceu no cargo                                       |
| 23.º               | Francisco Pérez Roya                | 1643 - 1648      |                                                        |
| 22.º               | Juan Queipo de Llano y Valdés       | 1640 - 1643      | Nomeado bispo de Cória                                 |
| 21.º               | Juan Dionisio Portocarrero          | 1636 - 1640      | Nomeado bispo de Cádis                                 |
| 20.º               | Juan Arauz Díaz, O.F.M.             | 1624 - 1635      | Faleceu no cargo                                       |
| 19.º               | Plácido Tosantos Medina, O.S.B.     | 1620 - 1624      | Nomeado bispo de Samora                                |
| 18.º               | Jerónimo Herrera Salazar            | 1617 - 1619      | Faleceu no cargo                                       |
| 17.º               | Juan Nicolás Valdés de Carriazo     | 1611 - 1617      | Faleceu no cargo                                       |
| 16.º               | Juan Orozco Covarrubias y Leiva     | 1606 - 1610      | Faleceu no cargo                                       |
| 15.º               | Juan Fonseca                        | 1593 - 1604      | Faleceu no cargo                                       |
| 14.º               | Juan Alonso Moscoso                 | 1582 - 1593      | Nomeado bispo de Leão                                  |
| 13.º               | Julián Ramirez                      | 1574 - 1581      | Faleceu no cargo                                       |
| 12.º               | Melchor Alvarez de Vozmediano       | 1560 - 1570      |                                                        |
| 11.º               | Martín Pérez de Ayala               | 1548 - 1560      | Nomeado bispo de Segóvia                               |
| 10.º               | Antonio del Aguila Vela y Paz       | 1537 - 1546      | Nomeado bispo de Samora                                |
| 9.º                | Antonio Guevara Noroña, O.F.M.      | 1528 - 1537      | Nomeado bispo de Mondoñedo                             |
| 8.º                | Gaspar de Ávalos de la Cueva        | 1524 - 1529      | Nomeado arcebispo de Granada                           |
| 7.º                | Pedro González Manso                | 1523 - 1524      | Nomeado bispo de Tui                                   |
| 6.º                | García de Quijada, O.F.M.           | 1490 - 1522      | Faleceu no cargo                                       |
| 5.º                | Pedro                               | 1475 - 1485      |                                                        |
| 4.º                | Fernando de Atienza, O.F.M.         | 1434 - 1472      | Faleceu no cargo                                       |
| 3.º                | Pedro                               | 1417 - 1434      |                                                        |
| 2.º                | Nicolás                             | 1401 - 1417      |                                                        |
| 1.º                | Pedro                               | ? - 1401         |                                                        |